# Альбатрос бурий
Альбатрос бурий (Phoebetria fusca) — морський птах родини альбатросових (Diomedeidae). Невеликий за розміром (85 см завдовжки), попелово-сірий із хвостих ромбоподібної форми, із білою смугою позаду очей. Дзьоб чорний з оранжевим або жовтим ободком. Молоді птахи зовнішньо нагадують дорослих. Популяція нараховує близько 42 тис. птахів, поступово скорочується.